# Winston Rekert
Winston Rekert (10 de julio de 1949 - 14 de septiembre de 2012) fue un actor canadiense de Vancouver, Columbia Británica. Ganó dos Premios Gemini, uno a la Mejor Interpretación de un Actor en un papel como invitado en una serie de televisión dramática Blue Murder en 2003, y el de Mejor Interpretación de un Actor en un papel continuando para la serie de televisión dramática Adderly en 1987. Él fue nominado para otros 9 premios Gemini. Su carrera abarca más de 40 años en el teatro, la televisión y el cine.
También estuvo en Neon Rider, una serie dramática de televisión canadiense que se emitió entre 1990 y 1995 alrededor de un rancho para niños con problemas.